# Unterseeboot 591
L'Unterseeboot 591 ou U-591 est un sous-marin allemand (U-Boot) de type VIIC utilisé par la Kriegsmarine pendant la Seconde Guerre mondiale.
Le sous-marin fut commandé le 16 janvier 1940 à Hambourg (Blohm & Voss), sa quille fut posée le 30 octobre 1940, il fut lancé le 20 août 1941 et mis en service le 9 octobre 1941, sous le commandement du Kapitänleutnant Hans-Jürgen Zetzsche.
Il fut coulé en juillet 1943 dans l'Atlantique Sud, par l'aviation américaine.

## Conception
Unterseeboot type VII, l'U-591 avait un déplacement de 769 tonnes en surface et 871 tonnes en plongée. Il avait une longueur totale de 67,10 m, un maître-bau de 6,20 m, une hauteur de 9,60 m et un tirant d'eau de 4,74 m. Le sous-marin était propulsé par deux hélices de 1,23 m, deux moteurs diesel Germaniawerft M6V 40/46 de 6 cylindres en ligne de 1 400 cv à 470 tr/min, produisant un total de 2 060 à 2 350 kW en surface et de deux moteurs électriques BBC GG UB 720/8 de 375 cv à 295 tr/min, produisant un total 550 kW, en plongée. Le sous-marin avait une vitesse en surface de 17,7 nœuds (32,8 km/h) et une vitesse de 7,6 nœuds (14,1 km/h) en plongée. Immergé, il avait un rayon d'action de 80 milles marins (150 km) à 4 nœuds (7,4 km/h; 4,6 milles par heure) et pouvait atteindre une profondeur de 230 m. En surface son rayon d'action était de 8 500 milles nautiques (soit 15 700 km) à 10 nœuds (19 km/h). 
L'U-591 était équipé de cinq tubes lance-torpilles de 53,3 cm (quatre montés à l'avant et un à l'arrière) qui contenait quatorze torpilles. Il était équipé d'un canon de 8,8 cm SK C/35 (220 coups) et d'un canon antiaérien de 20 mm Flak. Il pouvait transporter 26 mines TMA ou 39 mines TMB. Son équipage comprenait 4 officiers et 40 à 56 sous-mariniers.

## Historique
Il reçut sa formation de base au sein de la 6. Unterseebootsflottille jusqu'au 30 juin 1942, il intégra sa formation de combat dans cette même flottille et, à partir du 1er juillet 1942, fut affecté dans la 11. Unterseebootsflottille puis dans la 9. Unterseebootsflottille.
Le 21 décembre 1942, le sous-marin coula le Montreal City du convoi ON-152, à l'est du Canada.

### Contre le convoi ONS-154
La première victime parmi les navires du convoi ONS-154 fut le cargo norvégien Norse King, le 28 décembre 1942. L'U-591 torpilla le navire à 20 h 4. Gravement endommagé, le Norse King tente de se réfugier aux Açores, mais est par la suite envoyé par le fond par l'U-435.
lady sous-marin est le cargo de l'United Africa Company (en) Zarian coulé d'une torpille, dans l'Atlantique.

### Contre le convoi SC-121
Reprenant la mer après une longue convalescence de blessures par balles, Hans-Jürgen Zetzsche rencontre le convoi SC-121 et coule deux navires marchands. L'Empire Impala, quelques heures avant son naufrage, secourt deux survivants de lÉgyptien, torpillé quelques heures plus tôt par un sous-marin allemand au matin du 7 mars 1943. Sur 80 hommes d'équipage de l' Empire Impala et deux marins de l' Égyptien, seuls trois survécurent.

### Naufrage
LU-591 fut coulé le 30 juillet 1943 dans le Sud de l'Atlantique, près de Pernambouc, à la position 8° 36′ S, 34° 34′ O, par des charges de profondeur lancées d'un Lockheed Ventura américain de l'escadron VB-127.
Dix-neuf des quarante-sept membres d'équipage sont morts dans cette attaque.

## Affectations
- 6. Unterseebootsflottille du 9 octobre 1941 au 1er janvier 1942 (Période de formation).
- 6. Unterseebootsflottille du 1er janvier 1942 au 30 juin 1942 (Unité combattante).
- 11. Unterseebootsflottille du 1er juillet 1942 au 31 mai 1943 (Unité combattante).
- 9. Unterseebootsflottille du 1er juin 1943 au 30 juillet 1943 (Unité combattante).

## Commandement
- Kapitänleutnant Hans-Jürgen Zetzsche du 9 octobre 1941 au 8 septembre 1942 (Croix allemande).
- Oberleutnant zur See Peter Schrewe du 9 septembre 1942 au 12 novembre 1942.
- Kapitänleutnant Hans-Jürgen Zetzsche du 12 novembre 1942 au 14 mai 1943.
- Leutnant zur See Joachim Sauerbier du 15 mai 1943 au 17 mai 1943.
- Kapitänleutnant Hans-Jürgen Zetzsche du 18 mai 1943 au 10 juin 1943.
- Oberleutnant zur See Reimar Ziesmer du 11 juin 1943 au 30 juillet 1943.

## Patrouilles
|       | Commandant                  | Départ            | Départ          | Arrivée           | Arrivée      | Jours     | Succès   |
| ----- | --------------------------- | ----------------- | --------------- | ----------------- | ------------ | --------- | -------- |
| 1     | Kptlt. Hans-Jürgen Zetzsche | 15 janvier 1942   | Kiel            | 20 février 1942   | Bergen       | 37 jours  |          |
| 2     | Kptlt. Hans-Jürgen Zetzsche | 1er avril 1942    | Bergen          | 11 avril 1942     | Trondheim    | 11 jours  |          |
| 3     | Kptlt. Hans-Jürgen Zetzsche | 10 mai 1942       | Trondheim       | 2 juin 1942       | Narvik       | 24 jours  |          |
|       | Kptlt. Hans-Jürgen Zetzsche | 4 juin 1942       | Narvik          | 7 juin 1942       | Bergen       | 4 jours   |          |
| 4     | Kptlt. Hans-Jürgen Zetzsche | 27 juillet 1942   | Bergen          | 14 août 1942      | Bergen       | 19 jours  |          |
|       | Kptlt. Hans-Jürgen Zetzsche | 22 août 1942      | Bergen          | 24 août 1942      | Skjomenfjord | 3 jours   |          |
|       | Kptlt. Hans-Jürgen Zetzsche | 27 août 1942      | Skjomenfjord    | 27 août 1942      | Bogenbucht   | 1 jours   |          |
|       | Kptlt. Hans-Jürgen Zetzsche | 28 août 1942      | Bogenbucht (de) | 29 août 1942      | Skjomenfjord | 2 jours   |          |
|       | Kptlt. Hans-Jürgen Zetzsche | 8 septembre 1942  | Skjomenfjord    | 9 septembre 1942  | Trondheim    | 2 jours   |          |
|       | Oblt. Peter Schrewe         | 11 septembre 1942 | Trondheim       | 12 septembre 1942 | Bergen       | 2 jours   |          |
| 5     | Kptlt. Hans-Jürgen Zetzsche | 1er décembre 1942 | Bergen          | 12 janvier 1943   | Brest        | 43 jours  | 13 638   |
| 6     | Kptlt. Hans-Jürgen Zetzsche | 17 février 1943   | Brest           | 7 avril 1943      | St. Nazaire  | 50 jours  | 11 995   |
| 7     | Kptlt. Hans-Jürgen Zetzsche | 12 mai 1943       | St. Nazaire     | 17 mai 1943       | St. Nazaire  | 6 jours   |          |
| 8     | Oblt. Reimar Ziesmer        | 26 juin 1943      | St. Nazaire     | 30 juillet 1943   | Coulé        | 35 jours  |          |
| Total | Total                       | Total             | Total           | Total             | Total        | 239 jours | 25 633 t |

Note : Kptlt. = Kapitänleutnant - Oblt. = Oberleutnant zur See

### Opérations Wolfpack
L'U-591 opéra avec les Rudeltaktik (meute de loups) durant sa carrière opérationnelle.
- Schlei (21 janvier – 12 février 1942)
- Bums (6-10 avril 1942)
- Greif (14-29 mai 1942)
- Nebelkönig (27 juillet – 13 août 1942)
- Ungestüm (11-30 décembre 1942)
- Sturmbock (21-26 février 1943)
- Wildfang (26 février – 5 mars 1943)
- Westmark (6-11 mars 1943)
- Seewolf (21-30 mars 1943)

## Navires coulés
L'U-591 coula 4 navires marchands totalisant 19 932 tonneaux et endommagea 1 navire marchand de 5 701 tonneaux au cours des 8 patrouilles (239 jours en mer) qu'il effectua.
| Date             | Nom                    | Nationalité | Tonnage | Convoi  | Fait      | Localisation         |
| ---------------- | ---------------------- | ----------- | ------- | ------- | --------- | -------------------- |
| 21 décembre 1942 | Montreal City          | Royaume-Uni | 3 066   | ON-152  | Coulé     | 50° 23′ N, 38° 00′ O |
| 28 décembre 1942 | Norse King             | Norvège     | 5 701   | ONS-154 | Endommagé | 43° 27′ N, 27° 15′ O |
| 29 décembre 1942 | Zarian                 | Royaume-Uni | 4 871   | ONS-154 | Coulé     | 43° 23′ N, 27° 14′ O |
| 7 mars 1943      | Empire Impala          | Royaume-Uni | 6 116   | SC-121  | Coulé     | 57° 00′ N, 36° 00′ O |
| 8 mars 1943      | SS Vojvoda Putnik (en) | Yougoslavie | 5 879   | SC-121  | Coulé     | 58° 42′ N, 31° 25′ O |